# Luisa Ortega Díaz
Luisa Marvelia Ortega Díaz (Valle De La Pascua, Guárico, Venezuela, 11 de Janeiro de 1958) é uma advogada venezuelana. Foi Promotora Geral do Ministério Público desse país, cargo que exerceu por designação da Assembleia Nacional, a 13 de Dezembro de 2007, pelo período entre 2008 e 2014, durante sete anos, sendo ratificada pelo parlamento por igual período a 22 de Dezembro de 2014 (2014-2021). Foi destituída em 5 de Agosto de 2017 pela Assembleia Nacional Constituinte.

## Vida
Ortega estudou na Universidade de Carabobo, onde obteve o título de advogada. Especializou-se em direito penal na Universidade Santa María, onde actualmente é professora, e em direito processual na Universidade Católica Andrés Belo, ambas localizadas em Caracas. Também se destacou como consultora jurídica do canal de televisão do Estado Venezolana de Televisión, ingressando, posteriormente no Ministério Público em Abril de 2002.
Em 27 de fevereiro de 2013, prestou juramento como presidente da Comissão pela Justiça e a Verdade para contribuir nas investigações de todos os crimes de lesa humanidade e violações dos Direitos Humanos perpetrados pelo Estado venezuelano durante  o período de 1958 a 1998, em conformidade com a Lei para Sancionar os Crimes, Desaparecimentos, Torturas e outras Violações dos Direitos Humanos por razões políticas cometidas pelos governos que dirigiram ao país durante o dito período.

## Promotoria geral
Entre as acções mais importantes durante a sua gestão na Promotoria Geral da República Bolivariana de Venezuela, encontram-se:
- A investigação, processo e detenção de donos e directores de uma série de pequenos bancos não simpatizantes do governo envolvidos em irregularidades na administração de seu património.
- O progresso na investigação do justiciamento de grupos insurgentes, por parte do estado venezuelano, a 4 de Outubro de 1982, conhecida como Massacre de Cantaura, facto ocorrido nas cercanias da cidade de Cantaura no estado Anzoátegui.
- A solicitação de extradição e ajuizamento do ex-presidente Carlos Andrés Pérez, pela repressão dos protestos e distúrbios durante seu governo, ocorrida entre os dias 27 e 28 de Fevereiro de 1989, conhecido como O Caracazo, quando forças de segurança da Polícia Metropolitana (PM) e Forças Armadas do Exército e da Guarda Nacional (GN) saíram às ruas para controlar a situação, seguindo as ordens do ex-dirigente.[2][3]
- A criação da Escola Nacional de Promotores, instituição docente adscrita ao Ministério Público, que tem por fim a formação e melhoria dos recursos humanos que actuam em representação da promotoria. A finalização académica acarreta a titularidade nos cargos, gerando estabilidade profissional e independência do organismo.
- A melhoria da estrutura de investigação criminalística e cientista do Ministério Público venezuelano, mediante a criação de laboratórios próprios.
- O anúncio de investigação das declarações de Mario Silva sobre corrupção no governo.[4]
- A 4 de Abril de 2014, informou que o coordenador nacional da partido Vontade Popular, Leopoldo López foi acusado pelos delitos de "instigação pública, danos à propriedade em grau de determinador, incêndio em grau de determinador e associação criminosa".
- A criação de promotorias especializadas em áreas de sensibilidade social, como a violência contra a mulher, protecção a meninos, meninas e adolescentes, ambiente no trabalho, bem como promotorias orientadas à investigação de delitos graves contra as pessoas (homicídios) ou delinquência organizada (roubo de veículos, extorsão e sequestro).[5][6][7][8]
- A criação de promotorias municipais, despachos destinados a atender delitos cujas penas não excedam os três anos como pena máxima; são promotorias com muita funcionalidade no área dos dólares, trabalhando directamente com as comunidades, organizações sociais e instituições educativas.
- A 24 de Março de 2017, na apresentação do informe final realizado pela Comissão pela Justiça e a Verdade,  destacou que graças ao trabalho de investigação realizado foram estabelecidas as responsabilidades de quem cometeu violações aos direitos humanos e crimes de lesa humanidade entre 1958 e 1998.
- A 31 de Março de 2017, declarou que as sentenças 155 e 156 do Tribunal Supremo de Justiça, são uma ruptura da ordem constitucional.
- O 24 de Maio de 2017, declarou que o estudante Juan P. Pernalete foi morto por uma bomba lacrimogénea disparada pela Guarda Nacional Bolivariana (GNB), desmontando assim a versão apresentada pelo Ministro de Justiça e autoridades importantes do governo de Nicolás Maduro de que Juan P. Pernalete tinha sido assassinado por uma pistola de parafuso.
- A 1 de Junho, entregou um documento ao Tribunal Supremo de Justiça, no qual solicitou à sala constitucional esclarecer o significado da progressividade dos direitos humanos, os quais não podem ser piorados.
- A 17 de Julho de 2017, criticou a intenção de deputados opositores da Assembleia Nacional de nomear 33 novos magistrados para o Tribunal Supremo de Justiça.[9]
- A 28 de junho de 2017, o Tribunal Supremo de Justiça (TSJ) ordenou congelar contas bancárias a Ortega, proibindo-a de sair da Venezuela.[10]

## Contra-processos
Em 2014, a deputada ao Parlatino Delsa Solórzano anunciou que processaria Ortega Díaz por não ter pesquisado as perdas milionárias pelo uso de dólares preferenciais do sistema CADIVI.
A raiz das sentenças 155 e 156 do Tribunal Supremode Justiça (TSJ) de onde este lhe tirava todas suas faculdades constitucionais à Assembleia Nacional (AN) controlada pela oposição e lhas arrogava a si mesmo e ao Presidente da República, o 31 de Março do 2017 a Promotora denunciou em conferência de imprensa que houve "ruptura da ordem constitucional". Nesse mesmo dia o Presidente convocou a um Conselho de Defesa da Nação para exhortar ao TSJ reconsiderar as sentenças. No dia seguinte o tribunal máximo suprimiu das sentenças as medidas cautelares que anulavam à AN.
A 1 de maio do 2017, o Presidente anunciou mediante o decreto 2830 a convocação de uma assembleia nacional constituinte (ANC), com a qual a Promotora não esteve de acordo. Depois do TSJ se pronunciar na sentença 347 ditando que o Executivo podia convocar uma ANC, uma vez que actuava em nome da soberania do povo, a Promotora interpôs ante o TSJ diversos recursos para a anulação da ANC, pois no seu julgamento do ito processo violava os Artigos 5, 63, 347 e 348 da Constituição da República Bolivariana de Venezuela. Após a negativa do TSJ aos recursos da Fiscal, esta pediu para anular a nomeação de 13 magistrados e 21 suplentes designados a 23 de Dezembro do 2015 pela AN com maioria oficialista, pois tal nomeação estava viciada por não se ter realizado segundo o procedimento estabelecido na Lei Orgânica do Tribunal Supremo de Justiça (LOTSJ), ao mesmo tempo que pede aos magistrados impugnados que se inibam da causa, segundo o estabelecido nos artigos 55, 56 e 57 da LOTSJ. O TSJ novamente negou a petição da Promotora sem dar explicações de fundo de sua decisão. A Promotora solicita ao TSJ antejuicio de mérito contra os magistrados que subscreveram as sentenças 155 e 156, por conspirar para alterar a forma republicana da Nação (artigo 132 Código Penal), pedido que de novo é negado pelo TSJ sem dar explicações sobre a sua decisão.
Posteriormente, Pedro Carreño, deputado oficialista pelo Grande Pólo Patriótico (GPP), solicitou ao TSJ um ante-juízo de mérito contra a Promotora pela comissão de supostos delitos graves, a saber: “atentar, lesionar, ou ameaçar a ética pública e a moral administrativa”; “actuar com grave e indesculpável ignorância da Constituição”; e de “violar, ameaçar ou desacreditar os princípios fundamentais estabelecidos na Constituição”. O oficialista Carreño também solicitou ao TSJ a proibição de saída do país da Fiscal e congelamento dos seus bens. O TSJ acede às petições do deputado oficialista e programa para o 4 de Julho do 2017 a primeira audiência, além de conceder as medidas cautelares solicitadas de proibir a saída do país da Promotora, e congelar os seus bens. Ortega Díaz é defendida por uma equipa de advogados liderada por Ángel Zerpa Aponte.

## Destituição
A 5 de Agosto de 2017, a Assembleia Nacional Constituinte, no seu primeiro dia de funções, por unanimidade dos 545 membros e por proposta de Diosdado Cabelo, destituiu à Promotora Geral. Confrontada com esta decisão, Ortega Díaz, contestou e deputados parlamentares da Assembleia Nacional e membros da Mesa da Unidade Democrática apoiaram a funcionária afectada. Horas antes, agentes da Guarda Nacional sitiaram a sede do Ministério Público em Caracas, impedindo que Ortega Díaz entrasse no edifício. Ortega Díaz não havia reconhecido os resultados das eleições à Assembleia Constituinte, ao insistir que se tratou de "um processo que não segue a Constituição".
No dia anterior, a Comissão Interamericana de Direitos Humanos (CIDH) outorgou medidas cautelares de protecção para Ortega Díaz, ao considerar que a sua vida e integridade "enfrentam risco iminente de dano irreparável". Após os factos, o advogado constitucionalista e membro da Assembleia Constituinte, Hermann Escarrá, declarou que Ortega Díaz "ficaria submetida à jurisdição penal”.
A Assembleia Constituinte também declarou em emergência ao Ministério Público, nomeando temporariamente como sucessor Tarek William Saab.
Luis Almagro, secretário geral da OEA, qualificou os factos de "actos nulos", não reconhecendo a destituição de Ortega Díaz.
A 19 de Agosto de 2017, Luisa Ortega, contrariando a proibição de se ausentar do país, por "temer pela vida", viajou em avião privado da ilha de Aruba para Bogotá, na Colômbia, acompanhada do marido, German Ferrer, não sendo ainda claro se o objectivo é um pedido de asilo político. Desde 17 de Agosto que Ferrer, ex-deputado, estava com ordem de prisão domiciliária pelo Supremo Tribunal, acusado de corrupção.
A 22 de agosto, a agência migratória colombiana informou que Luisa Ortega havia deixado a Colômbia, a caminho do Brasil.